# Peponidium venulosum
Peponidium venulosum là một loài thực vật có hoa trong họ Thiến thảo. Loài này được (Boivin ex Baill.) Razafim., Lantz & B.Bremer mô tả khoa học đầu tiên năm 2007.